# Myšlenky zločince
Myšlenky zločince (v anglickém originále Criminal Minds) je americký televizní seriál, který měl v USA premiéru 22. září 2005 na stanici CBS.
Námětem seriálu je činnost speciálního týmu analytiků FBI označovaného jako BAU (Behavioral Analysis Unit), který pod vedením Jasona Gideona (Mandy Patinkin) tvoří profily sériových vrahů, které jsou často klíčové k jejich dopadení.
Dne 7. dubna 2017 stanice CBS objednala třináctou řadu, která měla premiéru 27. září 2017. Dne 12. května 2018 CBS objednala čtrnáctou řadu, která měla premiéru 26. září 2018 a obsahuje pouze 15 dílů. Dne 10. února 2019 CBS prodloužila seriál o závěrečnou, patnáctou řadu. Ta obsahovala pouze 10 dílů a byla ukončena 19. února 2020, celkově bylo odvysílano 324 epizod během 15. řad.
V červenci 2022 byl seriál obnoven na 16. řadu.

## Postavy

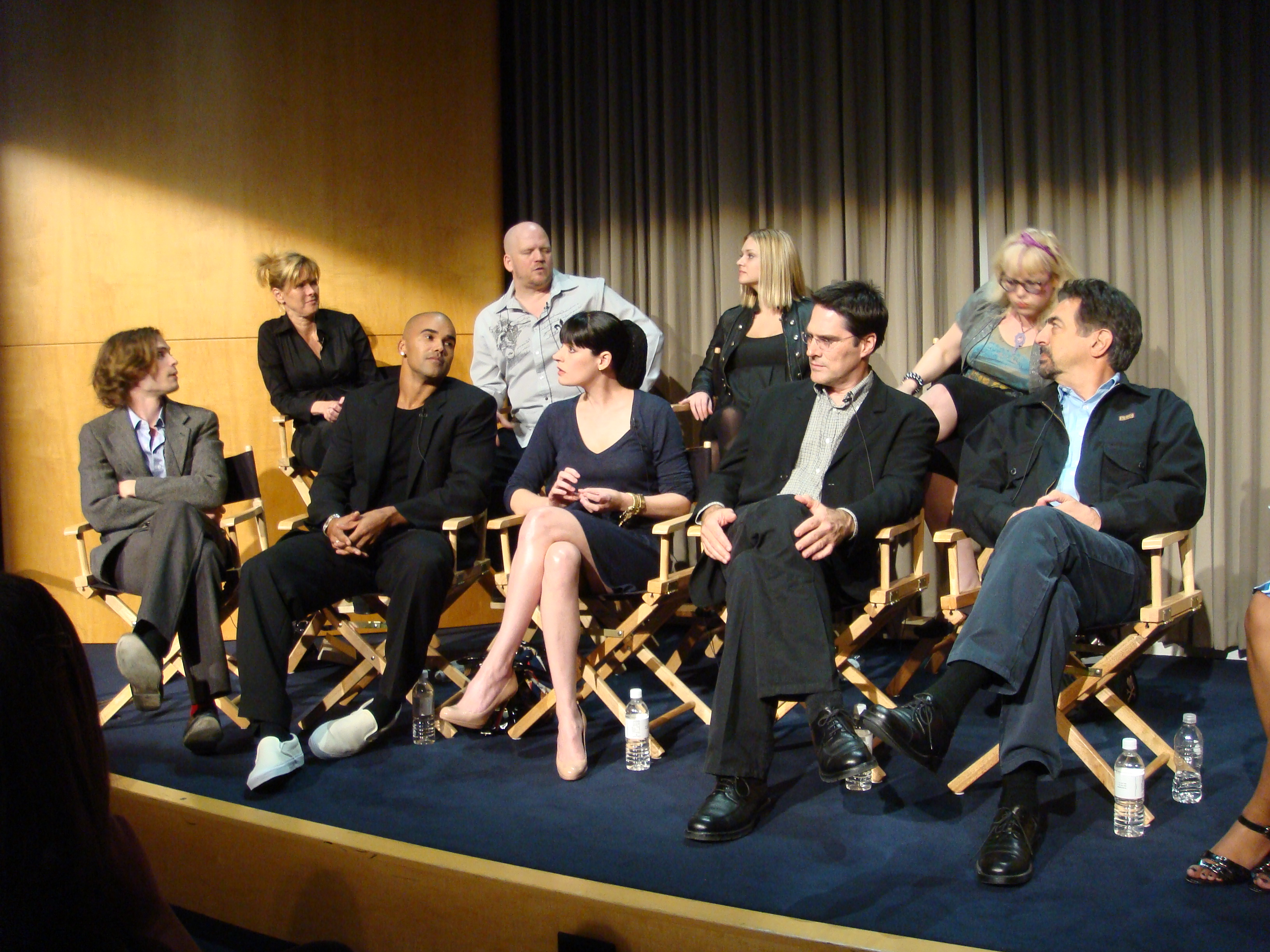
Obsazení seriálu na Paley festivalu.

Jason Gideon (Mandy Patinkin) je jedním z elitních analytiků lidského chování ve Spojených státech amerických. Se svým týmem řeší často ty nejhorší případy. Aaron Hotchner (Thomas Gibson) speciální agent s velkými ambicemi často upřednostňuje svou náročnou práci před manželkou a synem. Elle Greenway (Lola Glaudini), která specializuje na sexuální zločiny v půlce druhé série opouští BAU a na její místo nastupuje Emily Prentiss (Paget Brewster). Derec Morgan (Shemar Moore) specialista na zločiny z posedlosti, Dr. Spencer Reid (Matthew Gray Gubler) génius, který většinou složí všechny kousky skládanky dohromady. Agentka Jennifer JJ Jareau (A. J. Cook) zajišťuje komunikaci mezi médii a vybírá pro tým nové případy. Technička Penelope Garcia (Kirsten Vangsness). Poté, co z BAU odchází Jason Gideon, jeho místo obsadí jeho bývalý kolega a přítel agent v důchodu David Rossi (Joe Mantegna), který se rozhodl vrátit se do FBI kvůli nedořešené vraždě rodičů tří dětí před 20 lety.

## Obsazení

### Hlavní role
| Postava              | Herec                | Role           | Role     | Role      | Role       |
| Postava              | Herec                | Hlavní         | Vedlejší | Hostující | Počet dílu |
| -------------------- | -------------------- | -------------- | -------- | --------- | ---------- |
| Jason Gideon (†)     | Mandy Patinkin       | 1.-3.          |          |           | 47         |
| Aaron Hotchner       | Thomas Gibson        | 1.–12.         |          |           | 256        |
| Elle Greenaway       | Lola Glaudini        | 1.–2.          |          |           | 28         |
| Derek Morgan         | Shemar Moore         | 1.–11.         |          | 12. a 13. | 253        |
| Spencer Reid         | Matthew Gray Gubler  | 1.-15.         |          |           | 324        |
| Jennifer "JJ" Jareau | A.J. Cook            | 1.–5., 7.–16.  |          | 6.        | 303        |
| Penelope Garcia      | Kirsten Vangsness    | 2.-16.         | 1.       |           | 322        |
| Emily Prentiss       | Paget Brewster       | 2.–7., 12.–16. |          | 9. a 11.  | 195        |
| David Rossi          | Joe Mantegna         | 3.-16.         |          |           | 274        |
| Ashley Seaver        | Rachel Nichols       | 6.             |          |           | 13         |
| Alex Blake           | Jeanne Tripplehorn   | 8.–9.          |          |           | 48         |
| Kate Callahan        | Jennifer Love Hewitt | 10.            |          |           | 23         |
| Tara Lewis           | Aisha Tyler          | 12.–16.        | 11.      |           | 88         |
| Luke Alvez           | Adam Rodriguez       | 12.–16.        |          |           | 69         |
| Stephen Walker (†)   | Damon Gupton         | 12.            |          | 13.       | 16         |
| Matt Simmons         | Daniel Henney        | 13.–15.        |          | 10. a 12. | 49         |

### Vedlejší role
- Jayne Atkinson jako Erin Strauss (2.–9. řada, 23 dílů)
- Meredith Monroe jako Haley Hotchner (1.–5. a 9. řada, 14 dílů)
- Jessica Brooks jako Molly Baker, Haley sestra
- Meta Golding jako Jordan Todd (4. řada, 8 dílů)
- Jane Lynch jako doktorka Diana Reid (1.–4. a 12. řada, 8 dílů)
- Josh Stewart jako William LaMontage, Jr. (2.řada–dosud)
- Nicholas Brendon jako Kevin Lynch (3.řada–dosud)
- Esai Morales jako Mateo Cruz (9.řada–dosud)
- Rochelle Aytes jako doktorka Savannah Hayes (9.–11. řada, 10 dílů)
- Amber Stevens jako Joy Struthers (10. řada–dosud)